# Miguel Hermoso
|  | Per a altres significats, vegeu «Miguel Hermoso Arnao». |

Miguel Hermoso (Granada, 8 de juny de 1942) és un director de cinema espanyol. Llicenciat en dret, va estudiar l'especialitat de direcció a l'Escola Oficial de Cinematografia de Madrid. Va començar realitzant documentals, anuncis i com auxiliar de direcció, fins a aprendre l'ofici i destacar com a director tant en cinema com en televisió.
El seu fill Miguel Hermoso Arnao (Madrid, 30 de novembre de 1971) és actor i músic.

## Llargmetratges
- Lola (2007)
- La luz prodigiosa (2003), guanyadora del Sant Jordi d'Or al 25è Festival Internacional de Cinema de Moscou.[2]
- Fugitivas (2000)[3]
- Como un relámpago (1997), guanyà el Colón de Oro al Festival de Cinema Iberoamericà de Huelva.[4]
- Loco veneno (1988)
- Marbella, un golpe de cinco estrellas (1986)
- Truhanes (1983)

## Curtmetratges
- Vision of Europe (2003)
- Fórmula (1978)
- Tom el salvaje (1973)
- Ecuador africano (1970)
- Retrato de Camelia (1968)
- Ejercicio a doble escala (1966)

## Televisió
- Café con leche (1996)
- Truhanes (1993-1994)
- Tango (1992)
- La mujer oriental (1990)

## Premis
Medalles del Cercle d'Escriptors Cinematogràfics
| Any  | Categoria       | Pel·lícula | Resultat  |
| ---- | --------------- | ---------- | --------- |
| 1983 | Millor guió     | Truhanes   | Guanyador |
| 1983 | Premi revelació | Truhanes   | Guanyador |